# Jorge Guardia Carazo
Jorge Guardia Carazo (San José, 15 de octubre de 1881 - 3 de enero de 1956) fue un jurista costarricense.

## Biografía
Nació en San José, el 15 de octubre de 1881. Fue hijo de Miguel Guardia Gutiérrez, hermano de Tomás Guardia Gutiérrez, Presidente de Costa Rica de 1870 a 1876 y de 1877 a 1882, y Amelia Carazo Peralta, nieta de José María de Peralta y La Vega, Presidente de la Junta Superior Gubernativa en 1822 y del Congreso Provincial en 1823. Casó con Dora Hine Pinto, descendiente de Antonio Pinto Soares, Jefe de Estado de Costa Rica en 1842.
Se graduó de Licenciado en Leyes en la Escuela de Derecho de Costa Rica, donde después fue profesor. 
Durante varios años ejerció su profesión en forma liberal y fue abogado del Banco Internacional de Costa Rica.

## Carrera política
Fue Subsecretario de Hacienda y Comercio de 1914 a 1917, durante la polémica administración de Alfredo González Flores, y estuvo interinamente encargado de la Secretaría de mayo a septiembre de 1915. 
Fue Magistrado de la Sala de Casación de 1920 a 1938, de 1948 a 1949 y de 1949 a 1955, y Presidente de misma Sala y de la Corte Suprema de Justicia de Costa Rica de 1949 a 1955.

## Fallecimiento
Falleció en San José, el 3 de enero de 1956 a los 74 años de edad.